# Pachinko
Pachinko (パチンコ?) är ett japanskt automatspel som liknar flipperspel och förekommer i Japan och Taiwan. I en pachinkoautomat köper spelaren ett hundratal stålkulor, som matas in i apparaten, och som antingen går förlorade eller ger flera kulor i vinst.

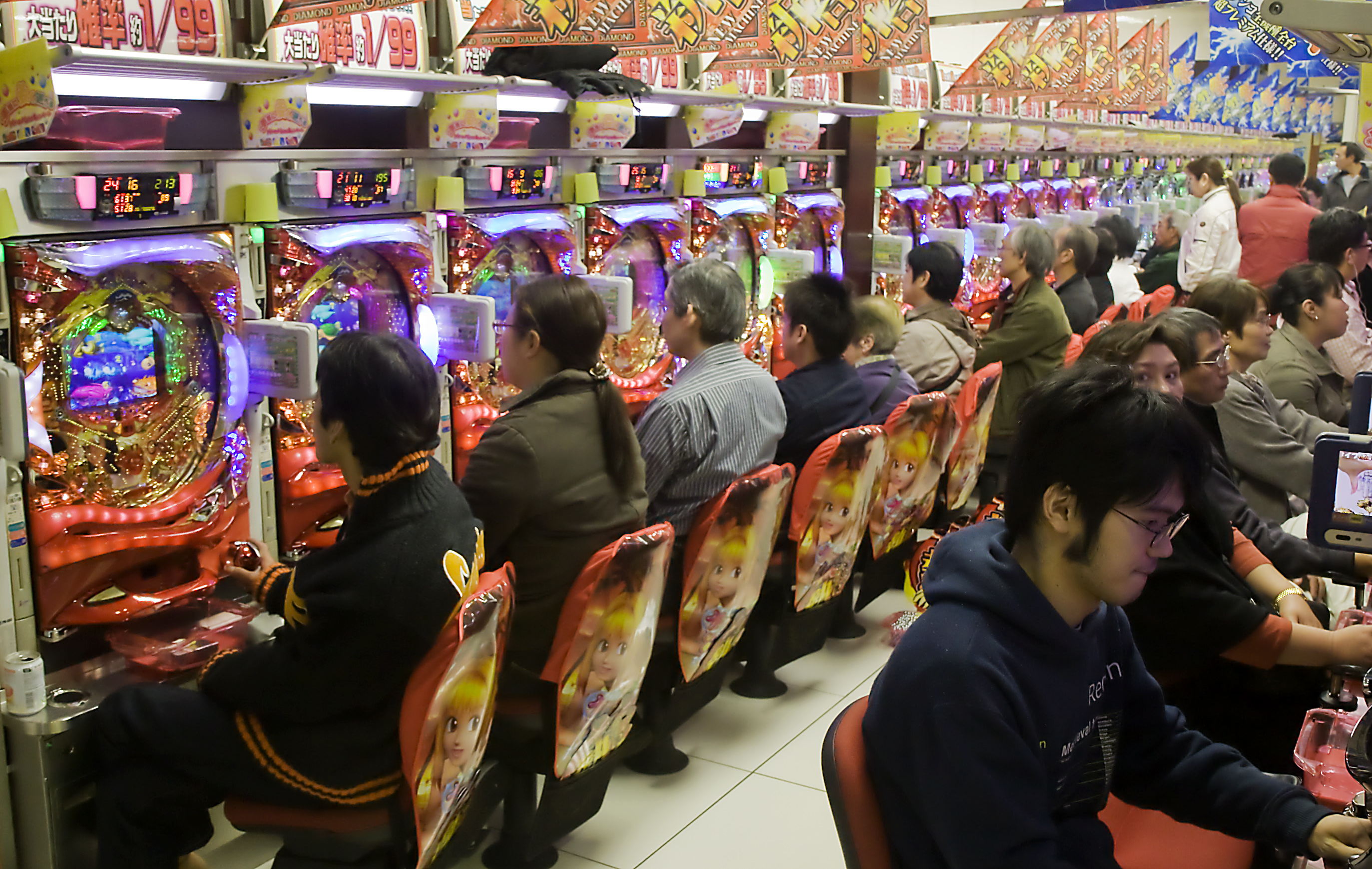
En pachinkohall.

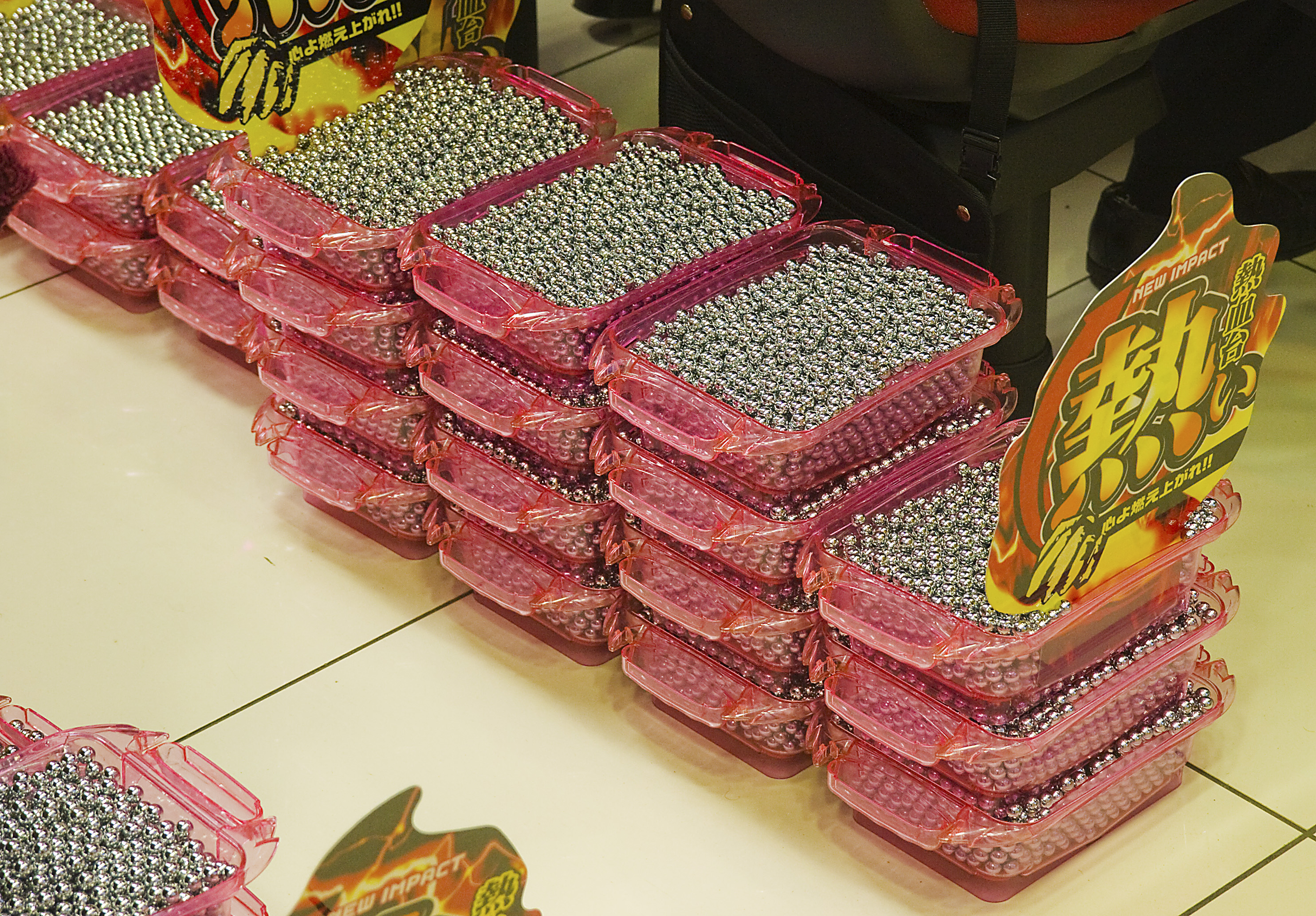
Pachinkokulor.

Spelaren kan lösa in kulorna mot varor, exempelvis mat, pennor, cigarettändare och liknande, men även dyrare saker som elektronik och cyklar förekommer. Japansk och taiwanesisk lag förbjuder pengar som vinst, men ofta finns en affär i närheten där man kan byta sina vinster mot pengar.